# Psaliodes philetus
Psaliodes philetus är en fjärilsart som beskrevs av William Schaus 1912. Psaliodes philetus ingår i släktet Psaliodes och familjen mätare. Inga underarter finns listade i Catalogue of Life.